# 衛斯理村
衛斯理村（Wesley Village）是一條位於香港掃桿埔大坑道近渣甸山的已拆卸徙置村落。衛斯理村屬於掃桿埔徙置區的一部份，位於香港大球場和原正民村對上的山坡，村落鄰近大坑道兒童遊樂場及豪宅嘉雲臺。整個地段佔地約18676平方呎，屬政府土地，現時作為綠化地帶及道路用途。

## 歷史
衛斯理村由循道公會及衛理公會於1954年籌建，並於1955年落成。衛斯理村以循道宗創始人約翰·衛斯理（John Wesley）命名，曾作為安置1953年石硤尾大火的災民的地方之一。衛斯理村建有80個平房單位，每列平房由兩個單位組成，全村可容納500人居住。
衛斯理村會堂於1956年落成。1961年，衛斯理堂正式成立，提供主日崇拜及其他宗教事工。1956年，村內興辦「衛斯理村製品公司」，讓婦女以空餘時間作手工勞作，增加收入。村內有多間家庭式工場，主要產品為檯布和睡衣，亦有製作籐籃、麵條，免稅出口到美國的教會轉售，公司在兩年間償清由衛理海外救濟會提供的3,800元貸款，並獲利9,000元。1969年，因政府停止提供免稅優惠，加上公司與教會出現分歧而解散。營運十多年間，部份盈餘撥作村務之用，包括教會經費、建立教堂、建立社區中心、助學等等。
1957年，村內開設「兒童會」，為小童提供基礎教育，有118名學生。兩年後兒童會改組為衛斯理堂小學，有學生160名，到1965年增至約500名學生。學校於1966年因雨災而停辦，次年改為開辦幼稚園，最後在1974年因收生不足而閉校，校舍改作營舍。
自1970年代起，由於村內經歷多次天災影響，不少居民遷走。1975年，衛斯理村仍有45戶約230多名村民居住。1988年，衛斯理堂結束營辦。衛斯理村大部份石屋於1990年代中被清拆，最後7間石屋亦於2001年拆卸，衛斯理營舍自此丟空。

## 軼事
香港作家倪匡乘車經過大坑道時，望見了衛斯理村的門牌，由此得到其科幻小說主角名稱的靈感，將其命名為衛斯理(意思是保衛道理)，創作出膾炙人口的衛斯理系列。

## 遺跡
- 衛斯理村門牌（位於大坑道入口）
- 衛斯理營舍（原衛斯理堂）

## 外部連結
- 衛斯理村 - Google 地圖